# Клайн, Вильям
Ви́льям Эми́ль Клайн (фар. Villiam Emil Klein; род. 21 ноября 2000 года в Торсхавне, Фарерские острова) — фарерский футболист, нападающий клуба «Б68».

## Карьера
Вильям воспитывался в академии клуба «ХБ» и с ранних лет отличался высокой результативностью, благодаря чему выступал в опережающих его по возрасту возрастных категориях. Он дебютировал за родной клуб 24 мая 2018 года, заменив Йегвана Нольсё на 89-й минуте матча чемпионата Фарерских островов против «ЭБ/Стреймур». Эта встреча осталась для него единственной в первой команде «красно-чёрных». До окончания сезона-2019 Вильям выступал за «ХБ II», а затем присоединился к «Хойвуйку». Там форвард провёл 1 сезон, приняв участие в 15 играх первого дивизиона и забив 8 голов. Своей игрой он привлёк внимание клуба «Б36», куда и перешёл в 2021 году, однако так и не сыграл ни одного матча за его первую команду. Вильям забил 11 мячей в 25 матчах за дублирующий состав «чёрно-белых» в первой лиге.
В сезоне-2022 Вильям выступал за «Ундри». Он не только стал лидером атаки своего клуба, но и вторым бомбардиром в первом дивизионе, отметившись 13 голами в 23 встречах. В январе 2023 года нападающий заключил контракт с «Б68». Дебют Вильяма за тофтирцев состоялся 3 марта в матче с родным клубом в рамках чемпионата Фарерских островов.

## Достижения
«ХБ Торсхавн»
- Чемпион Фарерских островов (1): 2018

## Личная жизнь
Младший брат Вильяма, Барталь (род. 2006), также является футбольным нападающим. Вильям и Барталь начинали свой футбольный путь в «ХБ», позднее их карьерные пути пересекались в «Б36» и «Б68».